# Wedevåg Tools

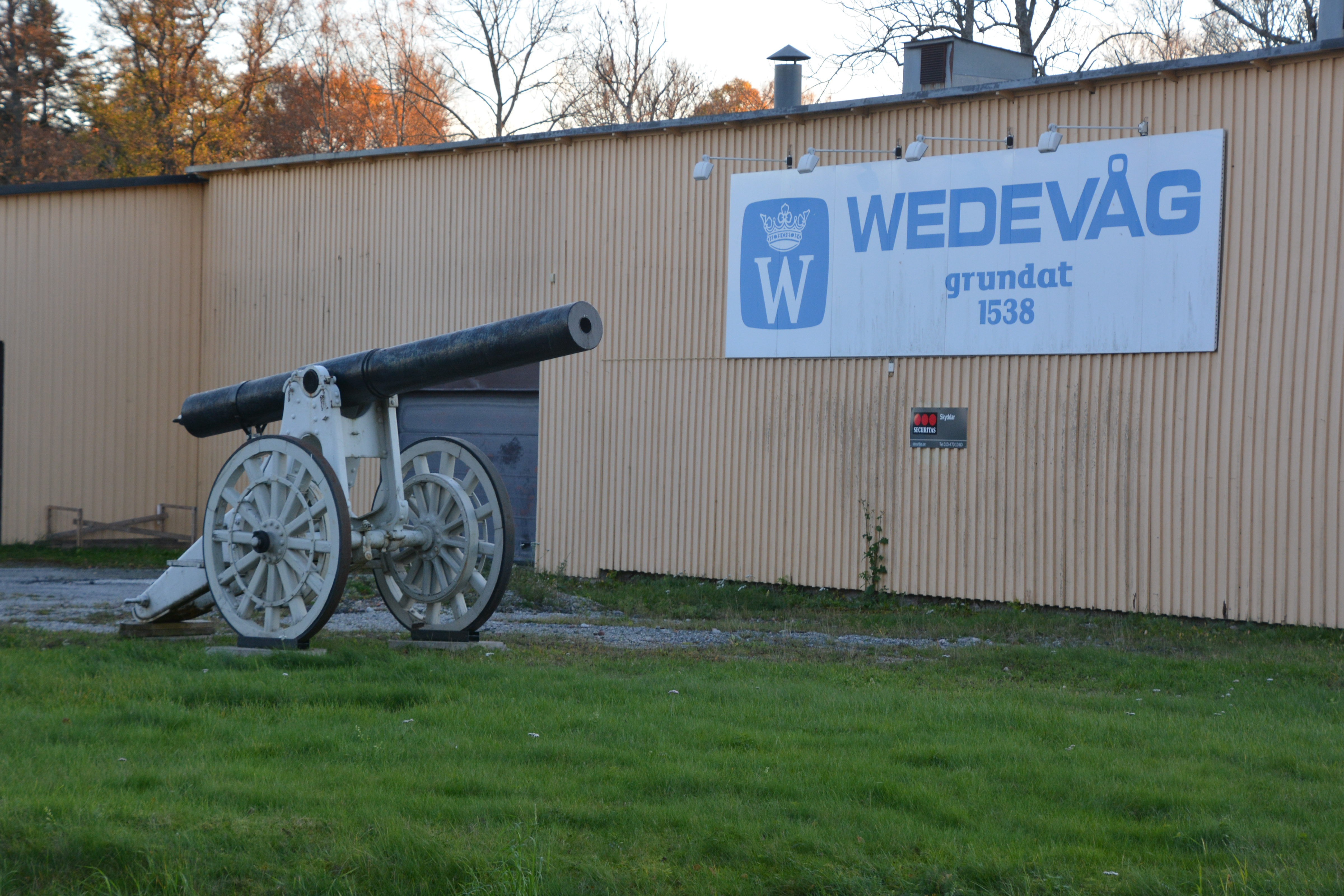
Wedevåg Tools

Wedevåg Sweden AB, som bland annat tillverkar och säljer verktyg för skärande bearbetning, räknas som landets äldsta existerande järnmanufakturföretag.
Företaget är idag en av få aktörer som erbjuder dragbrotschning som bearbetningsmetod. Verktygsservice utgör också en väsentlig del av verksamheten och innefattar bland annat centerlesslipning, omslipning och skärpning av roterande verktyg och dragbrotschar.

## Historik
Kvarnbacka Kronohammare grundades av riksbyggaren Gustav Vasa 1545 som även grundade intilliggande Stensta ankar- och plåtbruk i ett nära samarbete i 300 år. 1723 bildas "Wedevåg och Qwarnbackas Jern- och ståhle compagnie".
Kung Fredrik I kallade 1739 verket för ”den svenska industrins moderverk”. Carl von Linné fann, på hemväg från sin Västgötaresa 1746, att manufakturverket var ”mycket väl inrättat”.
Texten på skylten med kanonen WEDEVÅG 1538, anger tidpunkten då Wedevåg förekommer i Gustav Vasas skattelängd. Redan 1345 räknas kung Magnus Eriksson som ägare av Wedevågs järnhytta och osmundsmedja. Utnyttjande av myr- och sjömalm till "osmundar" finns dokumenterat i närområdet från 300-talet f.Kr.
Wedevågs Bruk utvecklades under 1700-talet till landets största järn- och stålmanufakturverk. Man tillverkade 1717 över 200 olika artiklar och blev pionjär med reklamtryck 1720 och prislista 1726. Metodisk handredskapstillverkning inleddes 1722 och pågick fram till 1991 då verksamheten flyttades till Motala efter Fiskars uppköp.
1906-1907 uppförs en ny mekanisk verkstad, där borrtillverkning påbörjades. 1941 invigdes den nya borrfabriken med huvudkontoret i överbyggnaden. Under inledningen av 1940-talet genomförde disponent Gösta Norlander studiebesök hos olika tillverkare av dragbrotschmaskiner i U.S.A. Verksamheten med plan- och dragbrotschning påbörjades därefter 1947 under ledning av civilingenjör Uno Bonde. Wedevågs Bruk påbörjade senare att själva tillverka dragbrotschar samt maskiner till dessa. Försålda maskiner ute i landet, nedmonteras och transporteras hem till verksamheten i Vedevåg.

## Wedevåg idag(2022-nu)
År 2022 begärdes Wedevåg Tools AB i konkurs, vilket ledde till att Wedevåg Sweden AB tog över verksamheten senare samma år. Företaget har sedan dess fokuserat på att bibehålla och vidareutveckla sin verksamhet inom legobearbetning, tillverkning av kilspårsbrotschar samt försäljning av roterande standard- och specialverktyg.
Under det nya ägarskapet har Wedevåg Sweden AB också satsat på att återetablera och stärka sitt erbjudande inom verktygsservice, med särskilt fokus på rund- och planslipning, centerlesslipning samt skärpning av roterande verktyg och dragbrotschar. Genom att kombinera sina historiska rötter med modern teknik satsar företaget på att möta industrins behov och främja en hållbar och långsiktig tillväxt.